# دوري اسطنبول لكرة القدم 1938–39
دوري اسطنبول لكرة القدم 1938–39 (بالتركية: 1938-39 İstanbul Futbol Ligi)‏ هو موسم من دوري اسطنبول لكرة القدم ‏. فاز فيه نادي بشكتاش.